# Appare-Ranman!

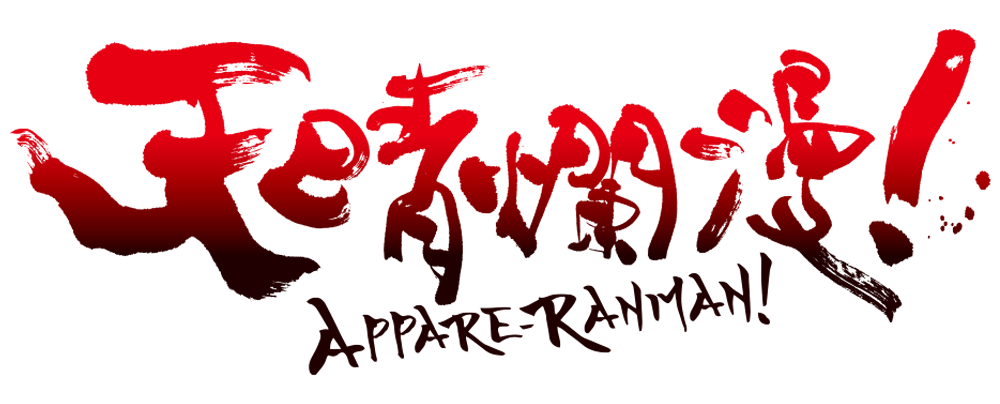
Logotipo da série Appare-Ranman!

Appare-Ranman! ( 天晴 爛漫！, Appareranman) é uma série de anime produzida pela P.A. Works e dirigida por Masakazu Hashimoto. A série estreou em 10 de abril de 2020. Uma adaptação de mangá produzida por Ahndongshik foi anunciada em 4 de março de 2020.

## Sinopse
Situado no fim do século XIX, perto do início da era Meiji no Japão. Appare Sorano, um inventor excêntrico e segundo filho de uma respeitada família de comerciantes, decide um dia partir em uma aventura. No entanto, o samurai Kosame Isshiki é encarregado de manter o comportamento excêntrico de Appare sob controle. Ao tentar trazer Appare de volta ao Japão, Kosame acidentalmente os prende em mar aberto. Perto da morte, os dois são salvos no último minuto por um navio estadunidense que passava nas proximidades. Agora presos em Los Angeles e sem dinheiro para voltar ao Japão, Appare e Kosame decidem entrar na "Trans-America Wild Race",  uma corrida trans-continental de Los Angeles à Nova Iorque, onde Appare tem a chance de construir um automóvel personalizado e Kosame tem a oportunidade de ganhar dinheiro suficiente para voltar para casa. Os dois terão que trabalhar juntos enquanto confrontam os outros pilotos, bandidos e outros desafios enquanto tentam vencer a corrida.

## Personagens
Appare Sorano (空 乃 天晴, Sorano Appare)
Dublado por: Natsuki Hanae
O segundo filho da família de comerciantes Sorano. Para desgosto de sua família, Appare não se preocupa muito com as normas sociais ou em herdar os negócios da família, em vez disso, passa o tempo inventando novos dispositivos e estudando vários textos científicos. Ele foi inspirado desde muito jovem quando recebeu uma cópia do romance de Júlio Verne, Da Terra à Lua. Ele decide entrar na Trans-America Wild Race em seu próprio veículo movido a vapor.
Kosame Isshiki (一色 小雨, Isshiki Kosame)
Dublado por: Seiichirō Yamashita
O instrutor chefe do dojo de sua família e um samurai sob comando do Lorde Kuroda. Kosame foi encarregado por seu Senhor de manter Appare sob controle, mas foi arrastado com ele para a América após uma série de acidentes. Apesar de ser um samurai forte, ele tem PTSD de um incidente no passado e tem problemas para atacar outra pessoa.
Hototo (ホ ト ト)
Dublado por: Aoi Yūki
Um menino nativo americano de uma tribo do nordeste cuja família foi massacrada por um homem com uma tatuagem de cobra no pescoço. Depois de ser resgatado de bandidos em Los Angeles, ele se junta a Appare e Kosame enquanto espera caçar o assassino de sua família.
Jing Xialian (ジ ン ・ シ ャ ー レ ン, Jin Shāren)
Dublado por: Sora Amamiya
Auxiliar geral de uma equipe de automobilismo que sonha em se tornar um piloto, mas é menosprezada por ser mulher. Ela dirige secretamente os carros da equipe à noite e faz amizade com Appare e Kosame. Depois de uma altercação com o piloto da equipe, ela ganha o respeito relutante do proprietário da oficina e ele lhe dá um carro velho para que ela mesma participe da corrida.
Al Lyon (ア ル ・ リ オ ン, Aru Rion)
Dublado por: Sōma Saitō
Um europeu rico, da família dona de uma das três empresas automotivas BIG Boss, a BNW. Ele busca vencer a corrida para provar para sua família que ele deve ser o herdeiro da empresa.
Sofia Taylor (ソ フ ィ ア ・ テ イ ラ ー, Sofia Teirā)
Dublado por: Fumiko Orikasa
A autoproclamada "acompanhante" e assistente de Al, cuja mãe trabalha como empregada doméstica para a família de Al.
Seth Rich Carter (セ ス ・ リ ッ チ ー ・ カ ッ タ ー, Sesu Ritchī Kattā)
Dublado por: Kazuyuki Okitsu
Engenheiro da General Motors (GM) e organizador da Trans-America Wild Race, com ambições de dirigir a empresa.
Dylan G. Oldin (デ ィ ラ ン ・ G ・ オ ル デ ィ ン, Diran G Orudin)
Dublado por: Takahiro Sakurai
Um piloto de ponta dirigindo para a GM na Trans-America Wild Race e um atirador habilidoso. Um dos lendários bandidos dos "Thousand Three" conhecido como "Dylan, o Herói".
TJ (テ ィ ー ・ ジ ェ イ, Tī Jei)
Dublado por: Tomokazu Sugita
Conhecido como Crazy TJ, ele é outro dos lendários "Thousand Three" foragidos que é contratado pela Iron Motor Company para dirigir na corrida.
Tristan, o mau (トリスタン・ザ・バッド, Torisutan za Badd)
Dublado por: Daisuke Ono
Pilotando para Tlaloc. Ele começou a corrida com a identidade de Gil T. Cigar, mas depois revelou sua verdadeira identidade como Tristan dos Irmãos Maus e que ele se passou por Gil a pedido do organizador.
Chase, o Mau (チ ェ イ ス ・ ・ ・ バ ッ ド, Cheisu za Baddo)
Dublado por: Tetsu Inada
Sócio e irmão de Tristan. Ao contrário de seu irmão rude, ele é um homem gentil e bondoso, apesar de sua aparência intimidadora.
Richard Riesman (リ チ ャ ー ド ・ リ ー ス マ ン, Richādo Rīsuman) / Gil T. Cigar (ギ ル ・ T ・ シ ガ ー, Giru T Shigā)
Dublado por: Kenjiro Tsuda
Concorrente em seu carro, o GT3. Ele é revelado no episódio 8 como Gil, o Açougueiro, o líder dos lendários bandidos "Thousang Three". Ele foi contratado por um magnata das ferrovias para sabotar a corrida, mas decide aproveitar a oportunidade para lucrar com o resgate dos reféns de um trem que ele sequestrou. Ele é o principal antagonista da série.

## Produção
Em 12 de outubro de 2019, a P.A. Works anunciou que estava produzindo a série de anime original de 13 episódios dirigida e escrita por Masakazu Hashimoto. Yurie Oohigashi estava desenhando os personagens com base nos designs originais de Ahndongshik, com Shiho Takeuchi cuidando dos designs mecânicos e Evan Call compondo a música da série. Mia REGINA canta o tema de abertura da série "I got it!" e a música de encerramento é executada por Showtaro Morikubo. Foi ao ar de 10 de abril a 25 de setembro de 2020 na Tokyo MX. Em 17 de abril de 2020, foi anunciado que as exibições do episódio 4 em diante foram adiadas devido aos efeitos da pandemia de COVID-19 em andamento. Em 9 de junho de 2020, foi anunciado que o anime iria continuar em 3 de julho de 2020, e o quarto episódio estreou em 24 de julho de 2020.